# 쭈이샤

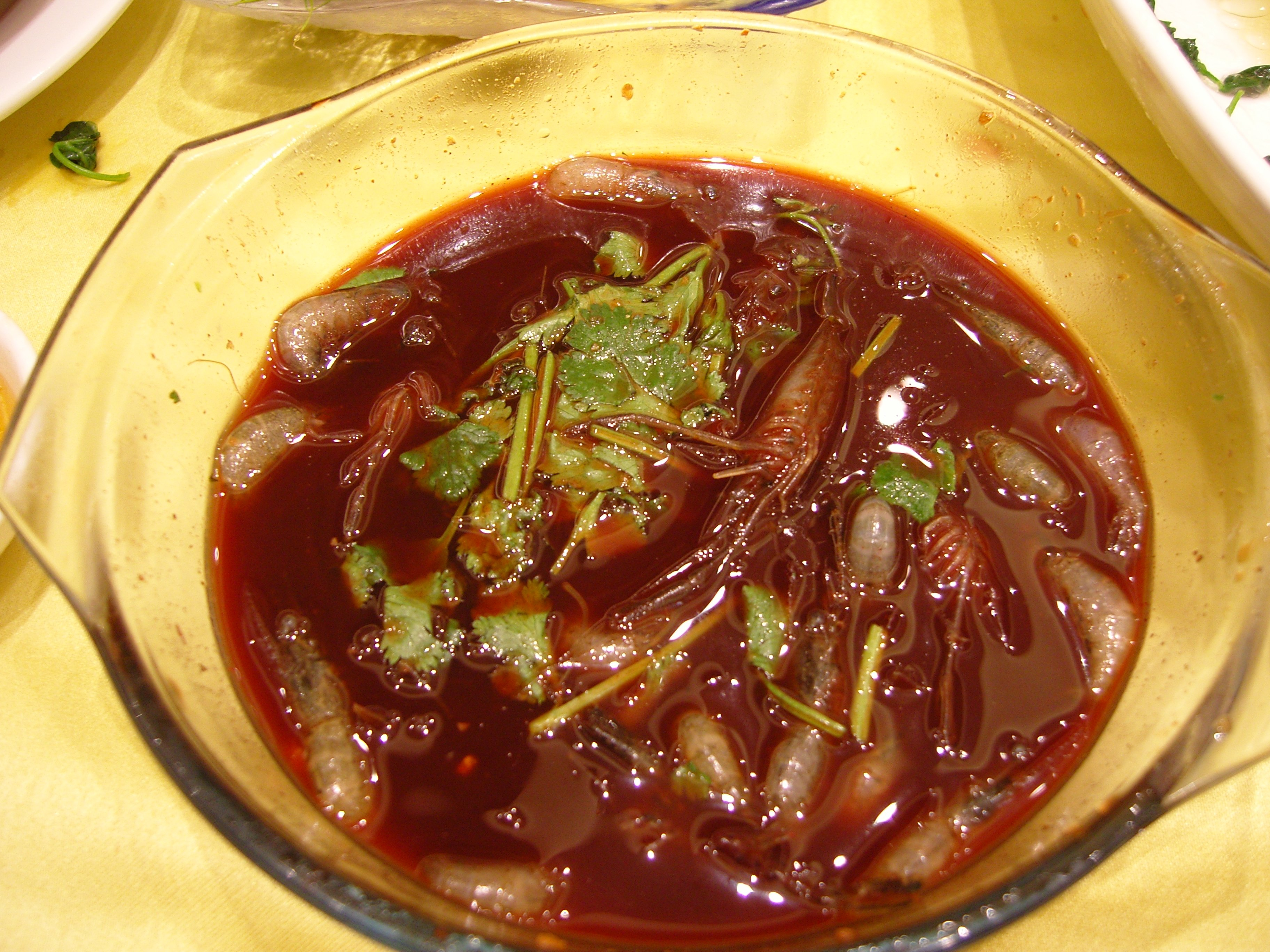

쭈이샤(중국어 간체: 醉虾, 중국어 번체: 醉蝦, 병음: zuìxiā, 의미: '술 취한 새우')는 민물 새우를 기본으로 한 중국 일부 지역에서 인기 있는 요리로 때로는 요리하거나 생으로 먹는다. 새우를 술에 담가서 먹기 쉽게 하여 '드렁큰(drunken)'이라는 이름이 붙었다. 중국의 지역마다 요리법이 다르다. 예를 들어, 새우를 생으로 제공하기보다는 알코올에 담근 후 끓는 물에 조리하는 경우도 있고, 다른 조리법에서는 조리된 새우를 삶은 후 알코올에 절이는 경우도 있다. 또 다른 버전은 막걸리 한 그릇에 담근 새우를 기반으로 한다. 막걸리는 새우가 배설물을 배출하도록 강요한다. 새우는 일반적으로 움직임이 멈춘 후에 먹는다.
조리되지 않은 민물새우를 섭취하는 것은 폐흡충증의 위험으로 인해 건강에 심각한 위험을 초래할 수 있다.

## 같이 보기
- 오도리에비